# 明尼蘇達禪修中心
明尼蘇達禪修中心（英語：Minnesota Zen Meditation Center），是一間成立於1972年，位於美國明尼蘇達州明尼阿波利斯市的禪修中心。1972年，禪修導師片桐大忍（1928-1990），從美國加利福尼亞州被邀請至明尼阿波利斯市教導一批對佛教感興趣的學生，片桐大忍因此成立了明尼蘇達禪修中心。
片桐大忍去世之後，由奧村正博擔任禪修中心的臨時負責人及禪修導師，後再由卡倫・松纳（Karen Sunna）接任。卡倫・松纳此前一直在片桐大忍的門下學習，直到片桐大忍去世。繼卡倫・松纳之後，由蒂姆·布爾克特（Tim Burkett）擔任禪修中心負責人，他是片桐大忍和鈴木俊隆禪修導師的學生，布爾克特於2002年11月1日成為明尼蘇達禪修中心的首席禪修導師。
作家娜妲莉·高柏曾在明尼蘇達禪修中心學習佛學及禪修靜坐超過數十年，她在其著作《安靜的高速公路》和《大失敗》中提到許多她在禪修中心的修學經歷。

## 外部連結
- 明尼蘇達禪修中心官網 （页面存档备份，存于）
- Zen Meditation Center 明尼蘇達禪修中心的Facebook專頁
- 法鼓全集：《悼念‧遊化》九、明州禪中心 （页面存档备份，存于）